# Massiff
Un massiff es un ficticio animal del universo de ficción de la Guerra de las Galaxias que aparece en el Episodio II de la saga: El ataque de los clones.
El massif es una criatura cuadrúpeda del tamaño de un perro, que posee una piel verde grisácea y un par de hileras de espinas en su dorso. Son carnívoros, tienen una mandíbula muy fuerte que les ayuda a cazar sus presas en su planeta de origen, Tatooine, y en Geonosis, donde fue importado en los últimos años.
En Tatooine son adiestrados por los moradores de las arenas como guardianes de campamento y en Geonosis son muy codiciados; los llevan solo la realeza de los geonosianos.